# Luxilus cerasinus
Luxilus cerasinus es una especie de peces de la familia de los Cyprinidae en el orden de los Cypriniformes.

## Morfología
De cuerpo pequeño y alargado, los machos pueden llegar alcanzar los 11 cm de longitud total. Son ovíparos, probablemente reproductores de nidos por parejas.

## Hábitat y distribución geográfica
Es un pez de agua dulce templada, de comportamiento demersal. Habita en lagunas rocosas y arenosas así como en corrientes de cabeceras de ríos, arroyos y pequeños ríos.
Se distribuye por en ríos y lagos de una pequeña área del este de Estados Unidos, en los estados de Virginia y Carolina del Norte.